# William Banting
Pour les articles homonymes, voir Banting.
William Banting (v. décembre 1796 - 16 mars 1878) est un croque-mort anglais célèbre. Anciennement obèse, il est notamment connu pour être le premier en 1863 à populariser un régime amaigrissant basé sur la limitation de l'apport en hydrates de carbone. Il entreprend ce changement de régime alimentaire, à la suggestion d'un médecin de Soho Square, le Dr William Harvey, qui a lui-même appris ce type de régime en assistant à des conférences tenues à Paris par le médecin et physiologiste français Claude Bernard qui préconisait ce menu sans sucres aux diabétiques.

## Régime de Banting
Dans son manifeste intitulé Lettre sur la corpulence adressée en 1863 au public, Banting préconise : 

« Déjeuner : 9 heures du matin avec cinq ou six onces de bœuf, mouton, rognons, poisson grillé, lard fumé (bacon) ou de viande froide quelconque, sauf porc ou veau; une grande tasse de thé ou de café, sans sucre, sans lait, un peu de biscuit ou une once de pain grillé (dry toast); en tout six onces de nourriture solide, neuf onces de liquide.

Dîner : 2 heures du soir avec cinq ou six onces de poisson quelconque, excepté saumon, hareng ou anguille, ou même poids de viande quelconque excepté porc et veau, un légume quelconque excepté pommes de terre, panais, betterave, navet, carotte ; une once de pain grillé, du fruit, d'un pudding non sucré, de la volaille en du gibier, et deux ou trois verres de bon vin rouge, xérès ou madère (champagne, oporto et bière sont défendus) ; en tout dix à douze onces de nourriture solide et dix onces de liquide (…)

Souper : 9 heures du soir avec trois ou quatre onces de viande ou de poisson, comme à dîner, un verre ou deux de vin rouge ou de xérès coupé avec de l'eau : en tout quatre onces de nourriture solide et sept onces de liquide »

— William Banting, extrait de A letter on corpulence, 1863, p. 10

## Source
- (en) Cet article est partiellement ou en totalité issu de l’article de Wikipédia en anglais intitulé « William Banting » (voir la liste des auteurs).